# Bulu
Bulu es un nombre que en la mitología fiyiana indica el “mundo de los espíritus” (probablemente el Inframundo). Se dice que las personas que se hacen llamar "Bulu" son considerados dioses en sus respectivas regiones.
En Fiyi, en el mes llamado de Vula-i-Ratumaibulu, o 'mes de Ratumaibulu' se dice que este dios viene de Bulu a hacer que los árboles frutales florezcan y produzcan frutos. El punto más del oeste de la isla de Vanua Levu era el lugar de donde los muertos partían fuera de Bulu, la morada eterna del bendito. 